# Хоронк
Хоронк (арм. Խորոնք) — село в Армавирской области Армении.

## География
Село расположено в восточной части марза, на левом берегу реки Касах, на расстоянии 21 километра к востоку от города Армавир, административного центра области. Абсолютная высота — 850 метров над уровнем моря.
Климат
Климат характеризуется как семиаридный (BSk в классификации климатов Кёппена). Среднегодовая температура воздуха составляет 12,2 °C. Средняя температура самого холодного месяца (января) составляет −2,8 °С, самого жаркого месяца (июля) — 25,6 °С. Расчётная многолетняя норма атмосферных осадков — 296 мм. Наибольшее количество осадков выпадает в мае (50 мм).

## Население
Иван Шопен отмечал, что согласно сведениям из "Камерального описания", составленного в 1829-1831 годах, в селе Ясахли (Нижний Аглянли) Карпи-басарского магала Эриванской провинции проживало 175 человек, из которых 87 - армяне, переселившиеся из Персии после заключения Туркманчайского договора (1828) сторонами Русско-персидской войны (1826—1828) 59 - мусульмане ("мюгаммедане") и 29 - армяне, жившие в селе до 1828 года (в источнике называются "коренными армянами").
По данным «Сборника сведений о Кавказе» за 1880 год в селе Айланлу-Ясахлу (Нижнее Айланлу) Эчмиадзинского уезда было 75 дворов и проживало 416 жителей преимущественно армянской национальности ("народности") и григорианского вероисповедания, среди которых 231 мужского пола и 185 женского. Также в селе была расположена армяно-григорианская церковь.
По данным Кавказского календаря на 1912 год, в селе Айланлу Н. Эчмиадзинского уезда проживало 687 человек, в основном армян.
| Год переписи | Население          | Население          | Население          | Население            | Население            | Население            |
| Год переписи | Наличное население | Наличное население | Наличное население | Постоянное население | Постоянное население | Постоянное население |
| Год переписи | Всего              | Мужчины            | Женщины            | Всего                | Мужчины              | Женщины              |
| ------------ | ------------------ | ------------------ | ------------------ | -------------------- | -------------------- | -------------------- |
| 2001         | 2164               | 1034               | 1130               | 2274                 | 1103                 | 1171                 |
| 2011         | 2451               | 1212               | 1239               | 2507                 | 1243                 | 1264                 |